# Domaine de Koga

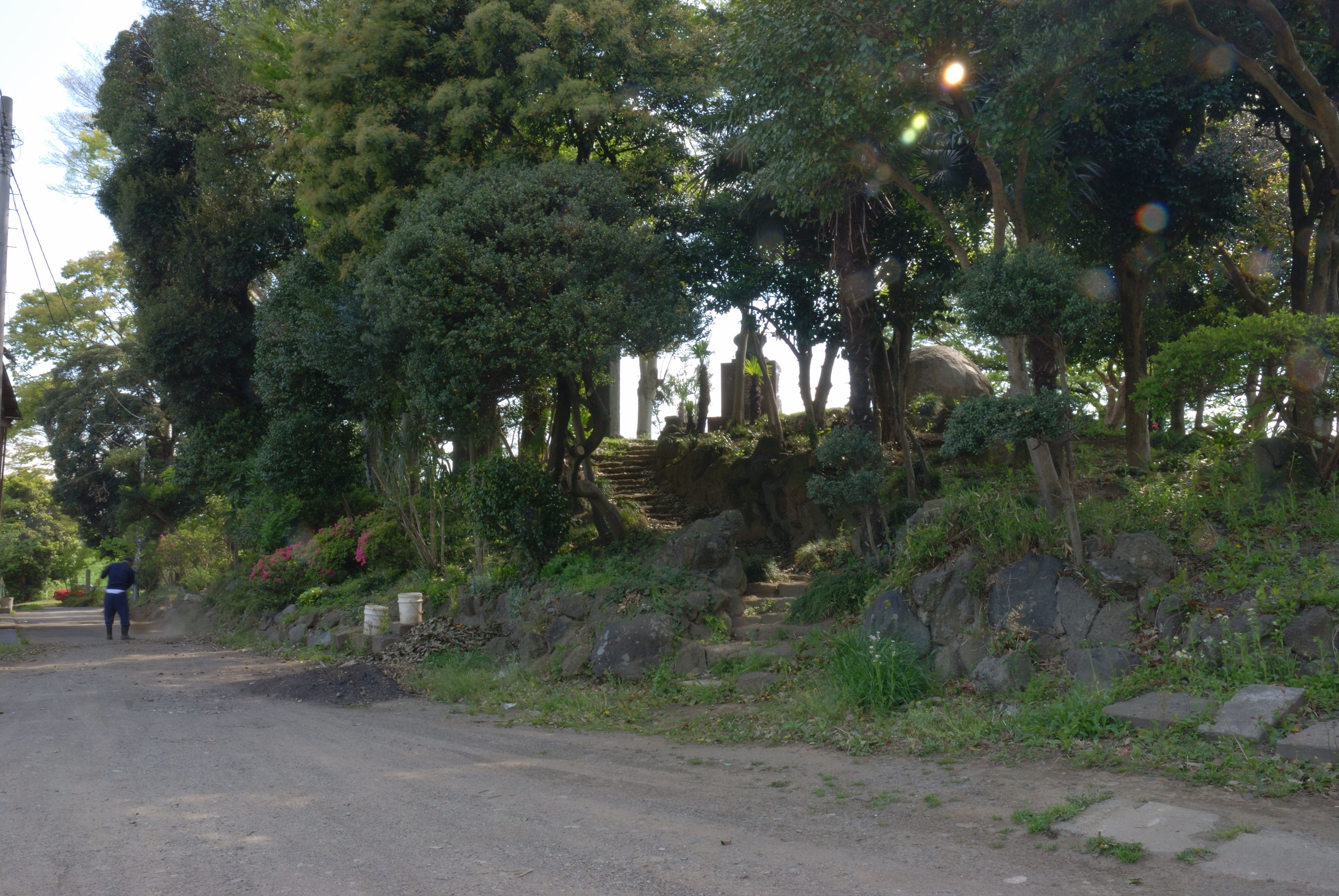
Site du château de Koga.

Le domaine de Koga (古河藩, Koga-han) est un domaine féodal japonais de l'époque d'Edo situé dans la province de Shimōsa (de nos jours Koga). Le premier daimyo de Koga est Ogasawara Hidemasa, à qui le domaine est accordé comme fief à la suite du déplacement de Tokugawa Ieyasu dans la région de Kantō.

## Liste de daimyos
- Clan Ogasawara (fudai daimyo ; 30 000 koku)

1. Hidemasa

- Clan Matsudaira (Toda) (fudai daimyo ; 30 000 koku)

1. Yasunaga

- Clan Ogasawara (Sakai) (fudai daimyo ; 20 000 koku)

1. Nobuyuki
2. Masanobu

- Clan Okudaira (fudai daimyo ; 110 000 koku)

1. Tadamasa

- Clan Nagai (fudai daimyo ; 72 000 koku)

1. Naokatsu
2. Nagai Naomasa

- Clan Doi (fudai daimyo ; 160 000 → 135 000 → 100 000 koku)

1. Toshikatsu
2. Toshitaka
3. Toshishige
4. Toshihisa
5. Toshimasu

- Clan Hotta (fudai daimyo ; 90 000 koku)

1. Masatoshi
2. Masanaka

- Clan Matsudaira (Fujii) (fudai daimyo ; 90 000 koku)

1. Nobuyuki
2. Tadayuki

- Clan Matsudaira (Ōkōchi) (fudai daimyo ; 70 000 koku)

1. Nobuteru
2. Nobutoki

- Clan Honda (fudai daimyo ; 50 000 koku)

1. Tadayoshi
2. Tadahisa

- Clan Matsudaira (Matsui) (fudai daimyo ; 50 000 koku)

1. Yasuyoshi

- Clan Doi (fudai daimyo ; 70 000 → 80 000 koku)

1. Toshisato
2. Toshiakira
3. Toshiatsu
4. Toshitsura
5. Toshinao
6. Toshinori
7. Toshitomo